# Boris (formație)
Boris (ボリス Borisu?) este o formație japoneză formată în 1992 în Tokyo. Piesele lor s-au inspirat în mod diferit din genuri muzicale precum drone, sludge metal, noise, psychedelic rock și heavy metal. În prezent formația constă din bateristul Atsuo, chitaristul/basistul Takeshi, și chitarista Wata. Toți cei trei membri contribuie la voce. Boris a lansat peste 20 de albume de studio la diverse case de discuri din întreaga lume, precum și o varietate de albume live, compilații, EP-uri, single-uri și albume în colaborare. Au colaborat cu artiști precum Sunn O)))), Merzbow, Keiji Haino și chitaristul Michio Kurihara.

## Istorie
Inițial, Boris a fost o formație formată din patru membri: Atsuo la voce, Wata la chitară, Takeshi la bas și Nagata la tobe. Trupa este numită după un cântec cu același nume de pe albumul Bullhead al celor de la Melvins. Albumul de debut al trupei Boris, Absolutego, a fost lansat în 1996 la propria casă de discuri Fangs Anal Satan. Nagata a plecat în 1996, iar Atsuo a trecut la tobe, în timp ce Wata și-a extins îndatoririle la chitară solo și clape, iar Takeshi a preluat îndatoririle de bas și chitară ritmică pe un instrument cu gât dublu de design propriu. Toți trei au adoptat atribuții de voce principală, iar trupa a rămas de atunci cu trei membri.
În Japonia, Boris își lansează cea mai mare parte a muzicii pe casa de discuri Inoxia Records. Deși sunt relativ necunoscuți în țara lor de origine, o serie de reeditări ale primelor lor albume la casa de discuri americană Southern Lord Records a provocat o creștere a popularității în America de Nord. Boris colaborează, de asemenea, cu alți artiști în mod regulat, mai întâi pe albumul din 1998 Black: Implication Flooding cu muzicianul experimental Keiji Haino. Au lansat șapte albume în colaborare cu artistul de noise Merzbow, și au lansat albume în colaborare cu artiști internaționali precum Sunn O)))) și Ian Astbury.
Popularitatea lor internațională a fost consolidată de albumul Pink din 2005, care a fost apreciat de critici și a primit un răspuns puternic din partea fanilor muzicii atunci când a fost reeditat în SUA la Southern Lord. Revista Blender și revista SPIN l-au numit unul dintre cele mai bune albume din 2006. De asemenea, albumul a ocupat primul loc în secțiunea metal a revistei canadiene Exclaim!'s 2006 Reader's Poll și a fost inclus în top 10 al celor mai bune 50 de discuri ale anului 2006, realizat de Pitchfork Media. De asemenea, au apărut pe coloana sonoră metal avangardistă a filmului The Limits of Control al lui Jim Jarmusch în 2009. 
Boris a primit o expunere internațională suplimentară atunci când au deschis pentru Nine Inch Nails pe o parte din segmentul din 2008 al turneului Lights in the Sky. Din 2011 până în 2017, au lansat mai multe albume la Sargent House Records, și continuă să reediteze albume anterioare în formate noi. În 2017, la cea de-a 25-a aniversare a trupei, au luat în considerare retragerea după un ultim album. Cu toate acestea, un proces de succes de compunere și înregistrare a cântecelor pentru acel album, Dear, a încurajat trupa să continue. În timp ce se autoizolau în timpul pandemiei COVID-19, Boris a autoeditat albumul cu orientare rock NO și albumul ambiental W, cele două constituind un proiect numit NOW. Cel de-al treilea album al lor, intitulat Heavy Rocks, cu explorări ale sunetelor hard rock și heavy metal, a fost lansat în august 2022. În decembrie 2022, Boris a lansat cel de-al treilea album de studio al anului, Fade, care se concentrează pe drone metal și a apărut fără niciun anunț prealabil. 

## Discografie
Albume de studio
- Absolutego (1996)
- Amplifier Worship (1998)
- Flood (2000)
- Heavy Rocks (2002)
- Akuma no Uta (2003)
- Boris at Last: -Feedbacker- (2003)
- The Thing Which Solomon Overlooked (2004)
- Dronevil (2005)
- Sound Track from Film "Mabuta no Ura" (2005)
- Pink (2005)
- The Thing Which Solomon Overlooked 2 (2006)
- The Thing Which Solomon Overlooked 3 (2006)
- Vein (2006)
- Smile (2008)
- New Album (2011)
- Heavy Rocks (2011)
- Attention Please (2011)
- Präparat (2013)